# Erbach (Bad Camberg)
Erbach ist nach der Kernstadt der zweitgrößte Stadtteil von Bad Camberg im mittelhessischen Landkreis Limburg-Weilburg.

## Geographie

### Geographische Lage

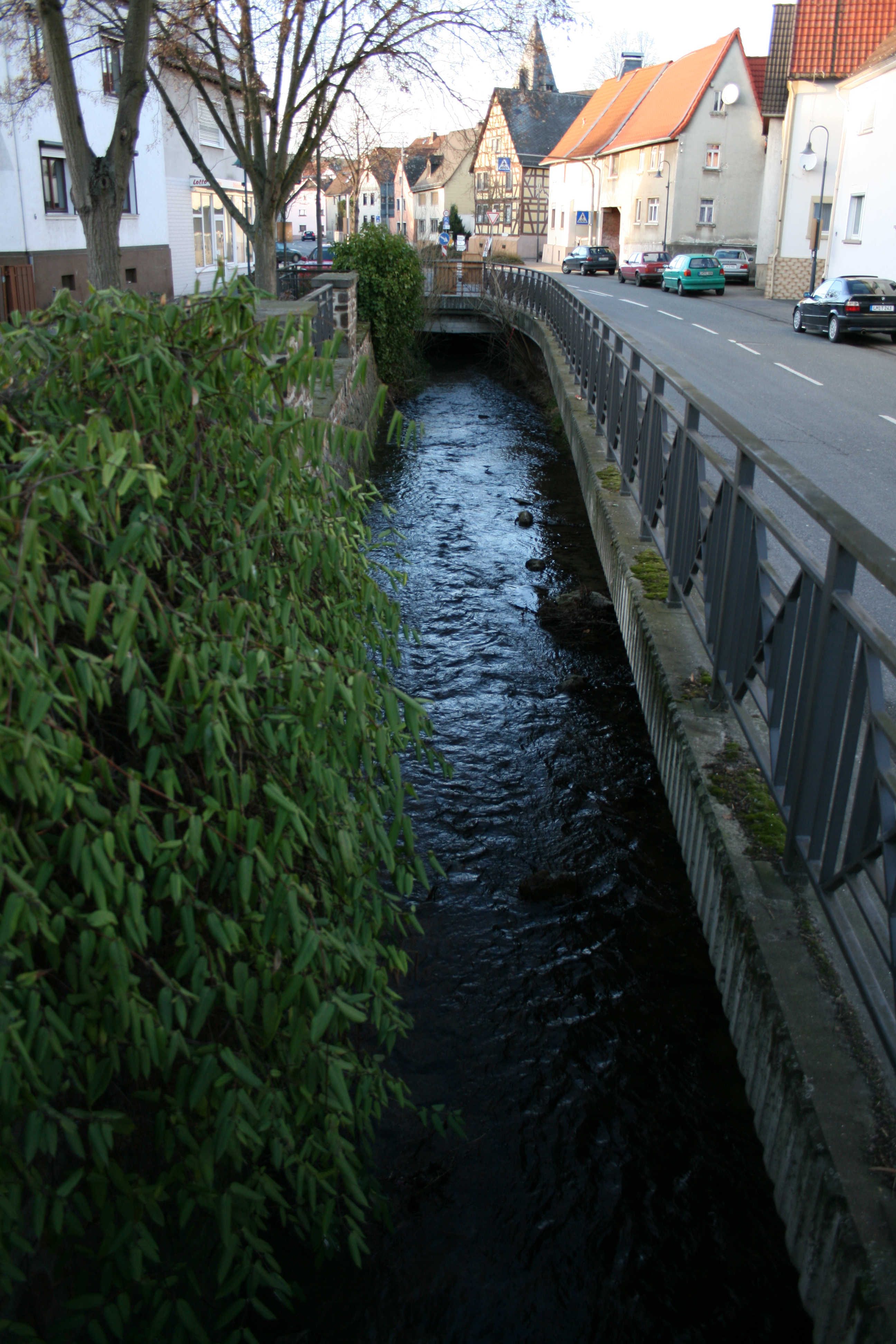
Lauf des Dombachs am Lindenplatz

Erbach liegt im Goldenen Grund des Hintertaunus, nördlich des Taunushauptkamms. Im Süden ist Erbach fast vollständig mit der Kernstadt Bad Camberg verwachsen. Von Nordwest nach Südost führt die B 8 durch den Ort. An der westlichen Gemarkungsgrenze verlaufen die A3 und die ICE-Strecke Frankfurt-Köln. Durch Erbach fließen der Emsbach und der Dombach. Die Kreisstadt Limburg an der Lahn liegt 18 Kilometer nordwestlich.
Die Erbacher Gemarkung verläuft langgestreckt von Südwest nach Nordost. Im Nordwesten grenzt Erbach an Oberselters. Danach folgen im Uhrzeigersinn Eisenbach, der Weilroder Ortsteil Hasselbach (zugleich Grenze zum Hochtaunuskreis), Schwickershausen, die Kernstadt Bad Camberg und Dauborn. Der Nordosten der Erbacher Gemarkung wird von Mischwald bedeckt, während im westlichen Teil landwirtschaftliche Fläche vorherrscht. Der Ort selbst liegt auf rund 200 Metern Höhe in einer Senke an der Einmündung des Dombachs in den Emsbach. Nach Westen steigt das Gelände in der Gemarkung abrupt auf bis zu 280 Meter an, im Osten über eine längere Strecke auf fast 450 Meter am Stückelberg.

### Geologie
Geologisch wird der Ostrand der Gemarkung von stark schieferhaltiger Grauwacke bestimmt. Weiter westlich geht die Formation in eisenschüssigen Schiefer mit Quarzitstreifen mit Südwest-Nordost-Verlauf über. Nordöstlich an die Ortslage schließt sich ein Quarzkies-Lager an, das sich in Richtung Norden ausdehnt. Der Westteil der Gemarkung besteht aus einer mächtigen Lössschicht. Nördlich des Orts beginnt ein Bleierzgang, der sich bis nach Oberselters fortsetzt. Naturräumlich wird der Ort dem Goldenen Grund innerhalb der Idsteiner Senke zugeordnet.

## Geschichte

### Ortsgeschichte
Mit einer Schenkung an das Kloster Lorsch um das Jahr 768, die Arilbach (das heutige Erbach) und Widergisa (heute Würges) gemeinsam vornahmen, wurden die beiden Orte bekanntermaßen erstmals urkundlich erwähnt. Grabfunde lassen auf einen fränkischen Ursprung der Siedlung schließen, die vermutlich im 6. oder 7. Jahrhundert gegründet wurde. Um 1100 entstand die erste Kapelle in Erbach, die als St.-Georgs-Kapelle im Jahr 1328 namentlich erwähnt wurde. Wegen Baufälligkeit der Kapelle wurde 1817 mit dem Bau der St.-Mauritius-Kirche begonnen, der drei Jahre später abgeschlossen wurde. Aufgrund der Verdreifachung der Bevölkerung Erbachs seit dem Jahr 1820 wurde 1969 die Kirche neu erbaut, ausgenommen des Turms wurden keine Gebäudeteile von der alten Kirche übernommen.
Die ersten Anordnungen der Verhütung eines Brandes im Zusammenhang mit häuslichen Feuerstätten in Textform im Kurfürstentum Trier vom 9. Mai 1721 führten auch in Erbach zu erheblichen Verbesserungen der Bauweise der Gebäude.
Im Jahr 1961 wurde eine neue Schule errichtet. 1905 wurde der Ort an das Stromnetz angeschlossen, von 1910 an eine zentrale Trinkwasserversorgung installiert.
Wirtschaftshistorisch ist die ungewöhnlich große Zahl von sieben Wassermühlen interessant, die noch im 19. Jahrhundert in dem vergleichsweise kleinen Ort betrieben wurden.
Hessische Gebietsreform (1970–1977)
Zum 1. Juli 1974 wurde die bis dahin selbständige Gemeinde Erbach im Zuge der Gebietsreform in Hessen kraft Landesgesetz in die Stadt Camberg als Stadtteil eingegliedert.
Für den Stadtteil wurde ein Ortsbezirk errichtet.

### Verwaltungsgeschichte im Überblick
Die folgende Liste zeigt die Staaten und Verwaltungseinheiten, denen Erbach angehört(e):
- vor 1803: Heiliges Römisches Reich, Amt Camberg (Kurfürstentum Trier, Unteres Erzstift und Fürstentum Diez  jeweils zur Hälfte)
- ab 1803: Heiliges Römisches Reich, Fürstentum Nassau-Weilburg,[Anm. 2] Amt Camberg
- ab 1806: Herzogtum Nassau,[Anm. 3] Amt Camberg
- ab 1849: Herzogtum Nassau, Kreisamt Idstein[Anm. 4]
- ab 1854: Herzogtum Nassau, Amt Idstein
- ab 1867: Norddeutscher Bund,[Anm. 5] Königreich Preußen,[Anm. 6] Provinz Hessen-Nassau, Regierungsbezirk Wiesbaden, Untertaunuskreis[Anm. 7]
- ab 1871: Deutsches Reich, Königreich Preußen, Provinz Hessen-Nassau, Regierungsbezirk Wiesbaden, Untertaunuskreis
- ab 1886: Deutsches Reich, Königreich Preußen, Provinz Hessen-Nassau, Regierungsbezirk Wiesbaden, Kreis Limburg
- ab 1918: Deutsches Reich (Weimarer Republik), Freistaat Preußen, Provinz Hessen-Nassau, Regierungsbezirk Wiesbaden, Kreis Limburg
- ab 1944: Deutsches Reich, Freistaat Preußen, Provinz Nassau, Landkreis Limburg
- ab 1945: Amerikanische Besatzungszone,[Anm. 8] Groß-Hessen, Regierungsbezirk Wiesbaden, Landkreis Limburg
- ab 1946: Amerikanische Besatzungszone, Land Hessen, Regierungsbezirk Wiesbaden, Landkreis Limburg
- ab 1949: Bundesrepublik Deutschland, Land Hessen, Regierungsbezirk Wiesbaden, Landkreis Limburg
- ab 1968: Bundesrepublik Deutschland, Land Hessen, Regierungsbezirk Darmstadt, Landkreis Limburg
- ab 1974: Bundesrepublik Deutschland, Land Hessen, Regierungsbezirk Darmstadt, Landkreis Limburg-Weilburg, Stadt Bad Camberg[Anm. 9]
- ab 1981: Bundesrepublik Deutschland, Land Hessen, Regierungsbezirk Gießen, Landkreis Limburg-Weilburg, Stadt Bad Camberg

## Bevölkerung

### Einwohnerentwicklung
| Erbach: Einwohnerzahlen von 1834 bis 2019 | Erbach: Einwohnerzahlen von 1834 bis 2019 | Erbach: Einwohnerzahlen von 1834 bis 2019 | Erbach: Einwohnerzahlen von 1834 bis 2019 | Erbach: Einwohnerzahlen von 1834 bis 2019 |
| --- | ----------------------------------------- | ----------------------------------------- | ----------------------------------------- | ----------------------------------------- |
| Jahr |                                           |                                           |                                           | Einwohner                                 |
| 1834 | 1834                                      |                                           | 1.002                                     | 1.002                                     |
| 1840 | 1840                                      |                                           | 1.095                                     | 1.095                                     |
| 1846 | 1846                                      |                                           | 1.091                                     | 1.091                                     |
| 1852 | 1852                                      |                                           | 1.114                                     | 1.114                                     |
| 1858 | 1858                                      |                                           | 1.119                                     | 1.119                                     |
| 1864 | 1864                                      |                                           | 1.237                                     | 1.237                                     |
| 1871 | 1871                                      |                                           | 1.157                                     | 1.157                                     |
| 1875 | 1875                                      |                                           | 1.206                                     | 1.206                                     |
| 1885 | 1885                                      |                                           | 1.096                                     | 1.096                                     |
| 1895 | 1895                                      |                                           | 1.097                                     | 1.097                                     |
| 1905 | 1905                                      |                                           | 1.097                                     | 1.097                                     |
| 1910 | 1910                                      |                                           | 1.114                                     | 1.114                                     |
| 1925 | 1925                                      |                                           | 1.206                                     | 1.206                                     |
| 1939 | 1939                                      |                                           | 1.211                                     | 1.211                                     |
| 1946 | 1946                                      |                                           | 1.703                                     | 1.703                                     |
| 1950 | 1950                                      |                                           | 1.721                                     | 1.721                                     |
| 1956 | 1956                                      |                                           | 1.746                                     | 1.746                                     |
| 1961 | 1961                                      |                                           | 1.798                                     | 1.798                                     |
| 1967 | 1967                                      |                                           | 2.022                                     | 2.022                                     |
| 1970 | 1970                                      |                                           | 2.094                                     | 2.094                                     |
| 1980 | 1980                                      |                                           | ?                                         | ?                                         |
| 1990 | 1990                                      |                                           | ?                                         | ?                                         |
| 1998 | 1998                                      |                                           | 2.869                                     | 2.869                                     |
| 2005 | 2005                                      |                                           | 2.804                                     | 2.804                                     |
| 2011 | 2011                                      |                                           | 2.604                                     | 2.604                                     |
| 2016 | 2016                                      |                                           | 2.734                                     | 2.734                                     |
| 2019 | 2019                                      |                                           | 2.913                                     | 2.913                                     |
| Datenquelle: Historisches Gemeindeverzeichnis für Hessen: Die Bevölkerung der Gemeinden 1834 bis 1967. Wiesbaden: Hessisches Statistisches Landesamt, 1968. Weitere Quellen: LAGIS; ab 1970: Stadt Camberg; Zensus 2011 |                                           |                                           |                                           |                                           |

### Einwohnerstruktur 2011
Nach den Erhebungen des Zensus 2011 lebten am Stichtag dem 9. Mai 2011 in Erbach 2604 Einwohner. Darunter waren 174 (6,7 %) Ausländer.
Nach dem Lebensalter waren 447 Einwohner unter 18 Jahren, 1137 zwischen 18 und 49, 576 zwischen 50 und 64 und 447 Einwohner waren älter.
Die Einwohner lebten in 1122 Haushalten. Davon waren 312 Singlehaushalte, 327 Paare ohne Kinder und 345 Paare mit Kindern, sowie 108 Alleinerziehende und 33 Wohngemeinschaften. In 213 Haushalten lebten ausschließlich Senioren und in 789 Haushaltungen lebten keine Senioren.

### Historische Religionszugehörigkeit
| • 1885: | 018 evangelische (= 1,64 %), 1078 katholische (= 98,36 %) Einwohner         |
| • 1961: | 153 evangelische (= 8,51 %), 1630 römisch-katholische (= 90,66 %) Einwohner |

## Politik

### Ortsbeirat
Für Erbach besteht ein Ortsbezirke (Gebiet der ehemaligen Gemeinde Erbach) mit Ortsbeirat und Ortsvorsteher, nach Maßgabe der §§ 81 und 82 HGO und des Kommunalwahlgesetzes in der jeweils gültigen Fassung gebildet.
Der Ortsbeirat besteht aus neun Mitgliedern. Bei den Kommunalwahlen in Hessen 2021 betrug die Wahlbeteiligung zum Ortsbeirat 54,48 %. Es wurden gewählt: vier Mitgliedern der CDU, drei Mitgliedern der SPD und zwei Mitgliedern der Bündnis 90/Die Grünen. Der Ortsbeirat wählte Christian Sell (CDU) zum Ortsvorsteher.

### Wappen
Am 1. Juli 1968 wurde der Gemeinde Erbach im damaligen Landkreis Limburg ein Wappen mit folgender Blasonierung verliehen: In blauem, durch einen silbernen Schräglinksbach geteilten Schild oben ein silbernes Schwert und eine silberne Lanze schräggekreuzt, unten ein goldenes Erlenblatt.

## Infrastruktur
Seit dem Jahr 1934 sorgt die Freiwillige Feuerwehr Erbach im Taunus (vom 4. März 1972 an mit Jugendfeuerwehr) für den abwehrenden Brandschutz und die allgemeine Hilfe in diesem Ort.

## Kultur und Sehenswürdigkeiten

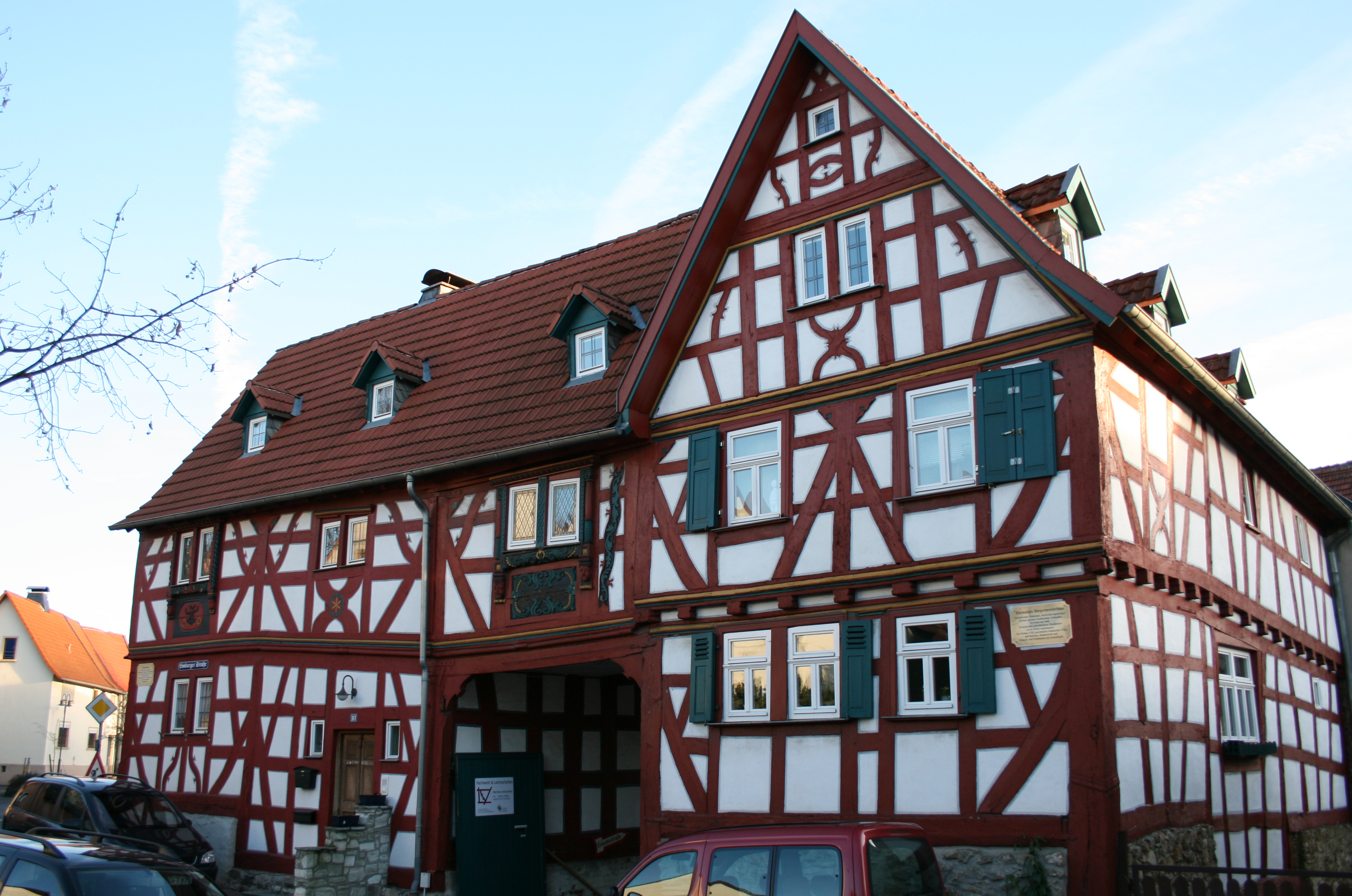
Ehemaliges Bürgermeisterhaus
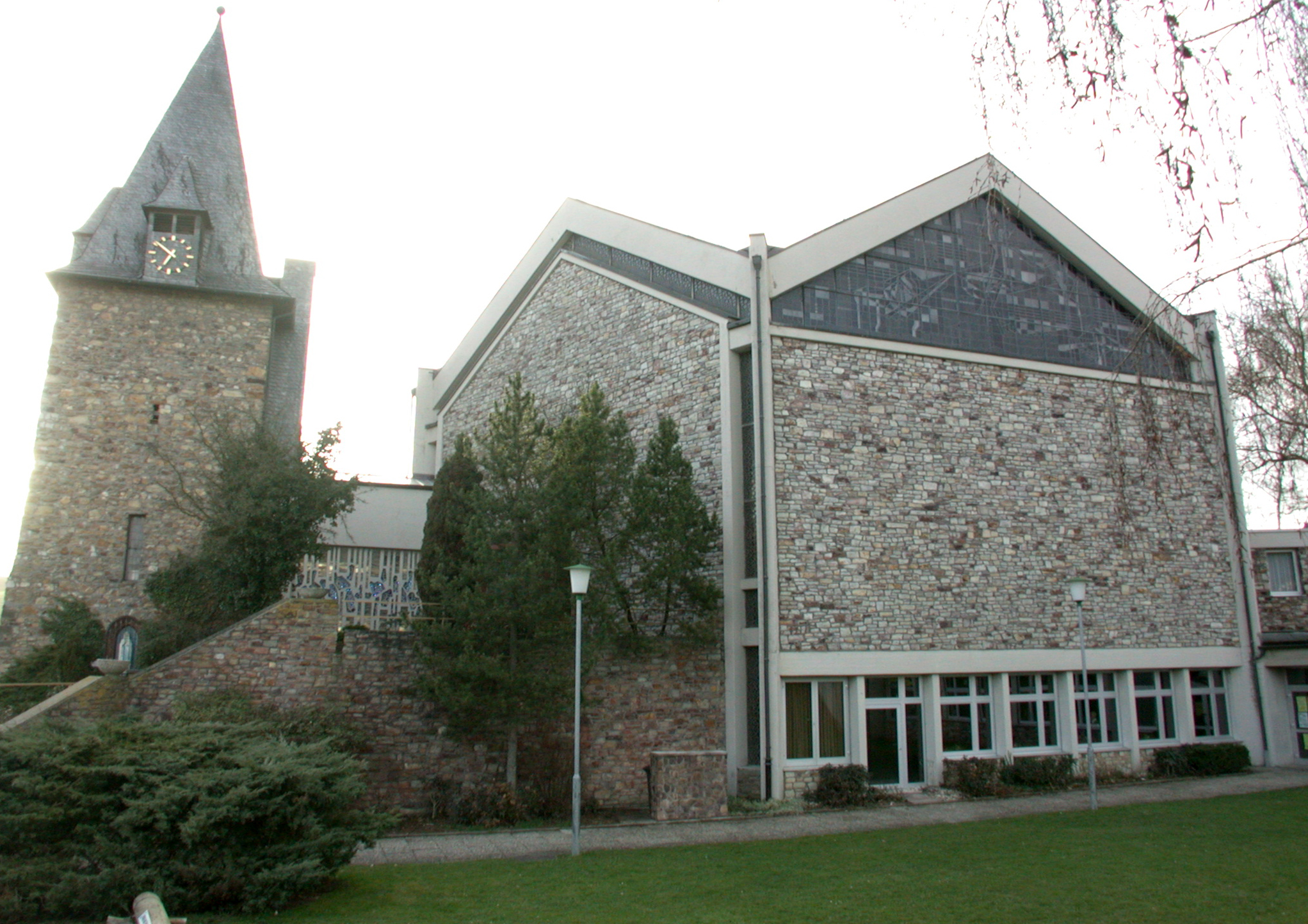
Kirche St. Mauritius
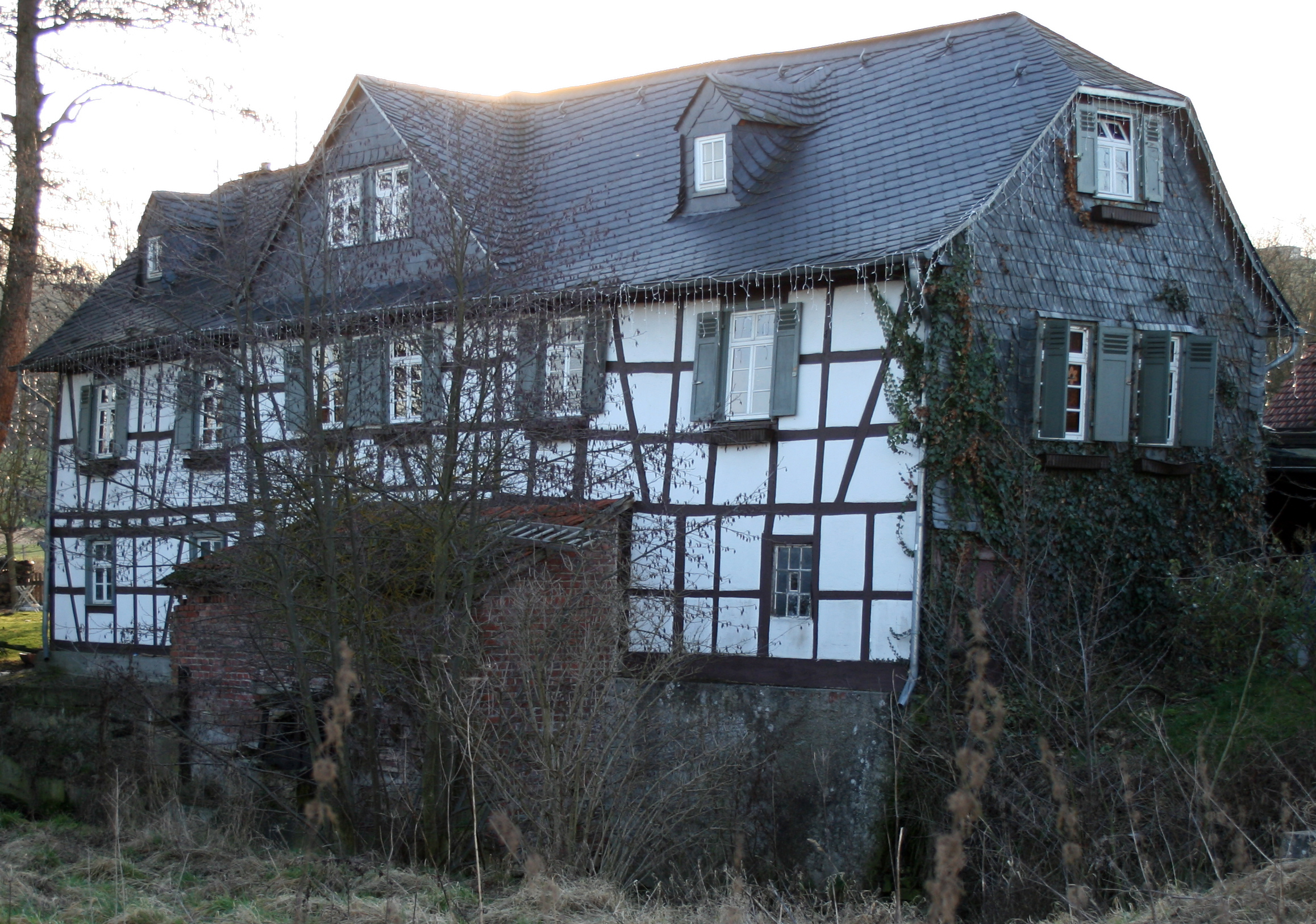
Schneidmühle
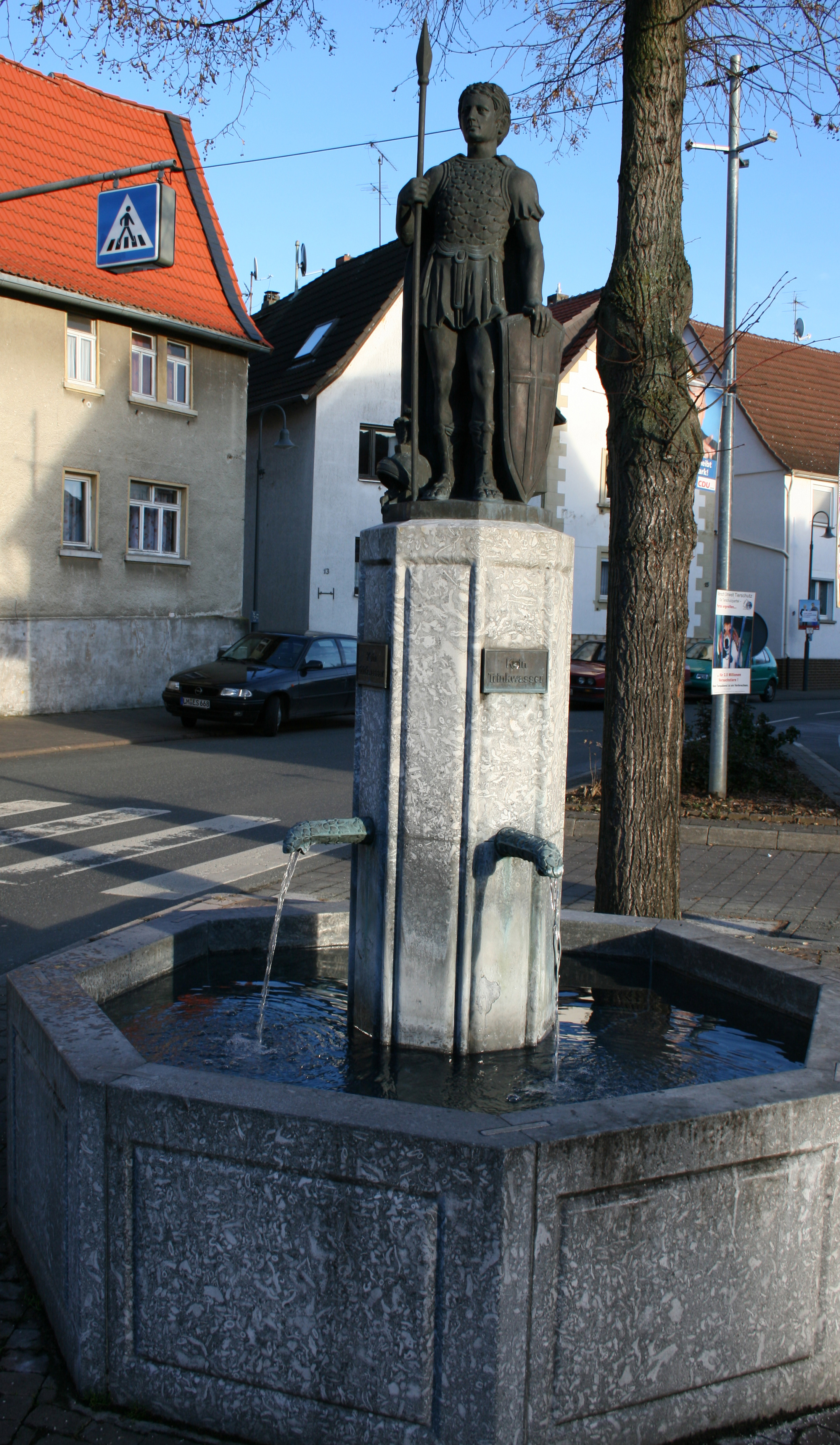
Mauritiusbrunnen in der Ortsmitte

### Historische Gebäude und Plätze
Die Alte Schneidmühle wurde erstmals im Jahr 1668 urkundlich erwähnt. Es handelt sich um eine Wassermühle, die am Emsbach errichtet wurde. Das heutige Wohn- und Betriebsgebäude wurde jedoch erst um 1800 errichtet. Die Mühle weist einen mittelschächtigen Zellenrand und einen dreiteiligen Holzschutz im Emsbach auf.
Die alte Schule wurde 1828 erbaut und 1939 durchgreifend saniert. Das Gebäude wurde bis 1961 als Schule und bis zur Eingemeindung 1974 als Rathaus genutzt.
Ein Bürgermeisterhaus wurde um das Jahr 1644 errichtet und durch ein Torhaus mit dem Nachbargebäude verbunden. Das Ensemble ergibt eine repräsentative Fachwerk-Anlage, an der besonders der fränkische Erker des Torbaus mit seinen vielen Verzierungen hervorsticht.
Im Zentrum Erbachs befindet sich der Brunnenplatz. Auf dem nahegelegenen Lindenplatz findet jährlich das Dorffest des Gesangvereins Frohsinn statt.

### Vereine
In Erbach beheimatet sind der Fußballverein „SV 1930 Erbach“ und der „Angelverein 1980“. Ferner gibt es den „Judo-Club 1973“, den „Kegel-Sport-Verein“, den Tennisclub „TC Erbach“, den Turnverein „Frisch auf“ und den Schützenverein „Einigkeit 1929“.
Erbach verfügt über die im Jahr 1934 gegründete Freiwillige Feuerwehr Erbach im Taunus und den Carnevalverein „Närrisch Erbach“, im musikalischen Bereich den Kirchenchor „St. Mauritius“, den Gesangverein „Frohsinn 1848“ und den Männergesangverein „Eintracht 1893“. Ferner bestehen der „Verschönerungsverein“ (seit 1967) sowie der „Kleintierzuchtverein Erbach“.  Ältester Verein dürfte die „Vereinigte Handwerkerzunft“ sein, die ihre Entstehung auf das 12. bis 14. Jahrhundert zurückführt.